# Аліджоні Айні
Аліджоні Айні (тадж. Алиҷони Айни, нар. 6 серпня 2004, Куляб) — таджицький футболіст, півзахисник російського клубу «Краснодар-2» та національної збірної Таджикистану.

## Клубна кар'єра
Народився 6 серпня 2004 року в місті Куляб. Вихованець футбольної школи клубу «Локомотив-Памір». У дорослому футболі дебютував 2022 року виступами за команду «Регар-ТадАЗ», в якій того року взяв участь у 8 матчах чемпіонату.
11 серпня 2022 року Аліджоні підписав чотирирічний контракт із російським «Краснодаром», де став виступати за резервну команду «Краснодар-2». Протягом 2023 року на правах оренди захищав кольори клубу «Істіклол», вигравши з командою «золотий дубль».

## Виступи за збірні
2019 року дебютував у складі юнацької збірної Таджикистану (U-16), загалом на юнацькому рівні взяв участь у 21 іграх, відзначившись 2 забитими голами.
Протягом 2022 року залучався до складу молодіжної збірної Таджикистану. На молодіжному рівні зіграв у 14 офіційних матчах, забив 1 гол.
25 березня 2021 року дебютував в офіційних матчах у складі національної збірної Таджикистану, вийшовши на заміну замість Парвізджона Умарбаєва на 85-й хвилині зустрічі з Монголією в рамках кваліфікації на чемпіонат світу 2022 року.
У складі збірної був учасником кубка Азії з футболу 2023 року у Катарі. Там у матчі проти Лівану він забив гол, заявдячки чому таджики перемогли 2:1 і вийшли з групи.

## Досягнення
- Чемпіон Таджикистану: 2023[6]
- Володар Кубка Таджикистану: 2023[7]

| Дата       | Місто          | Господарі   | Результат | Гості        | Турнір                                | Голи | Примітки |
| ---------- | -------------- | ----------- | --------- | ------------ | ------------------------------------- | ---- | -------- |
| 25-3-2021  | Душанбе        | Таджикистан | 3 – 0     | Монголія     | Відбір до ЧС 2022                     | -    | 85'      |
| 29-5-2021  | Шарджа (місто) | Таїланд     | 2 – 2     | Таджикистан  | товариський матч                      | -    | 45'      |
| 15-6-2021  | Осака          | Таджикистан | 4 – 0     | М'янма       | Відбір до ЧС 2022                     | -    | 85'      |
| 25-3-2022  | Наманган       | Уганда      | 1 – 1     | Таджикистан  | товариський матч                      | -    | 83'      |
| 1-6-2022   | Дубай          | Сирія       | 1 – 0     | Таджикистан  | товариський матч                      | -    | 67'      |
| 8-6-2022   | Бішкек         | Таджикистан | 4 – 0     | М'янма       | Відбір до Кубка Азії 2023             | -    | 66'      |
| 25-3-2023  | Абу-Дабі       | ОАЕ         | 0 – 0     | Таджикистан  | товариський матч                      | -    | 79'      |
| 11-6-2023  | Ташкент        | Таджикистан | 1 – 1     | Туркменістан | Кубок націй ФАЦА 2023 - груповий етап | -    | 13'      |
| 14-6-2023  | Ташкент        | Оман        | 1 – 1     | Таджикистан  | Кубок націй ФАЦА 2023 - груповий етап | -    | 54'      |
| 21-11-2023 | Ісламабад      | Пакистан    | 1 – 6     | Таджикистан  | Відбір до ЧС 2026                     | -    | 68'      |
| 13-1-2024  | Доха           | КНР         | 0 – 0     | Таджикистан  | Кубок Азії 2023 - 1-й етап            | -    | 89'      |
| Усього     |                | Матчів      | 11        |              | Голів                                 | 0    |          |